# 遠東國際商業銀行
遠東國際商業銀行股份有限公司，簡稱遠東銀行或遠銀，為臺灣的商業銀行。屬於遠東集團旗下之公司。總行設有營業部、信託部、國外部、國際金融部等四個營業部門。目前國內營業分行據點共有55間。另外，其海外據點有香港分行1處。現任董事長為侯金英（故中央銀行總裁梁國樹夫人）。

## 發展歷史
1989年中華民國財政部開放民間設立銀行後，遠東集團即成立「遠東國際商業銀行籌備小組」開始籌設銀行。

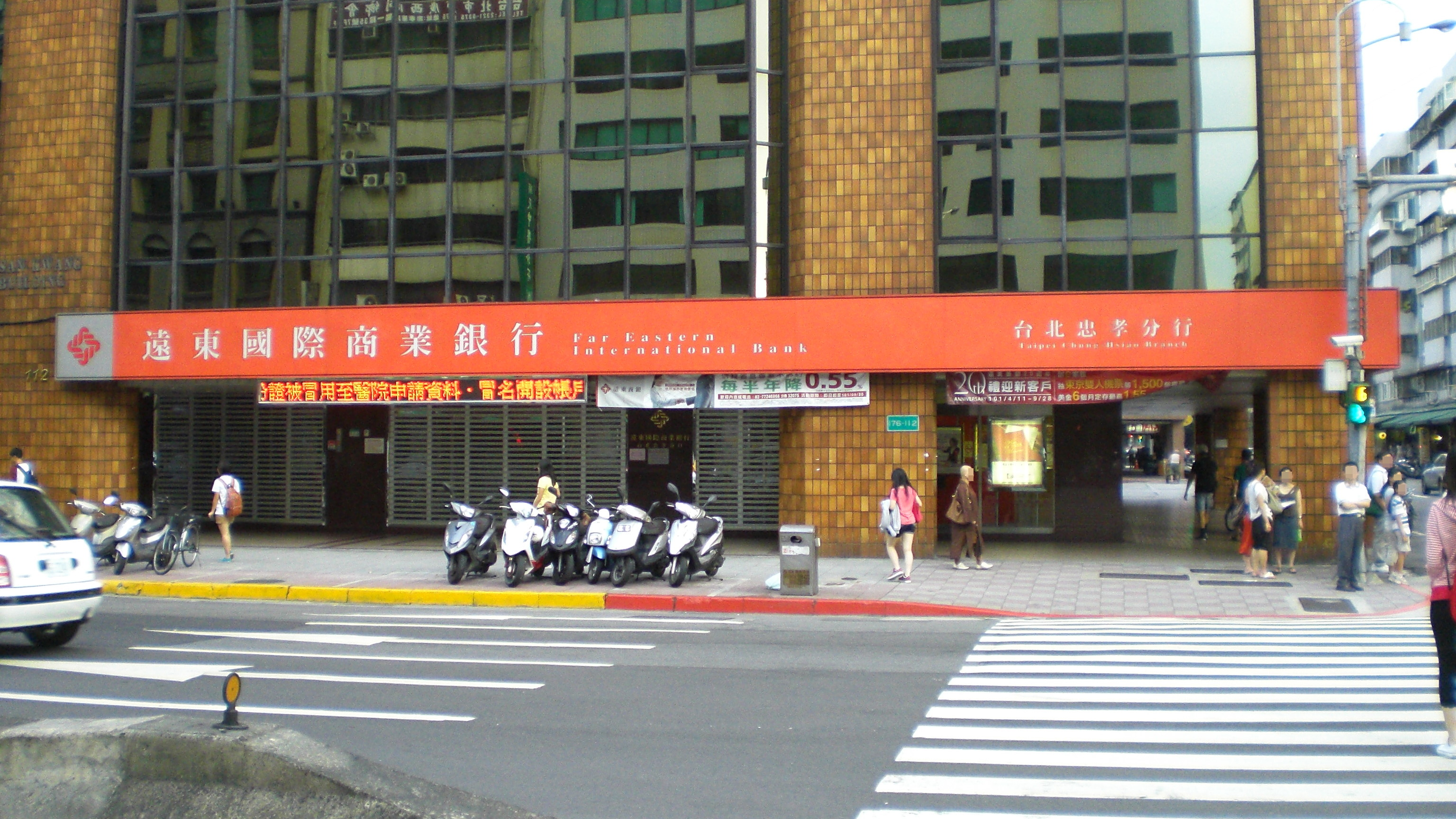
臺灣臺北「臺北忠孝分行」

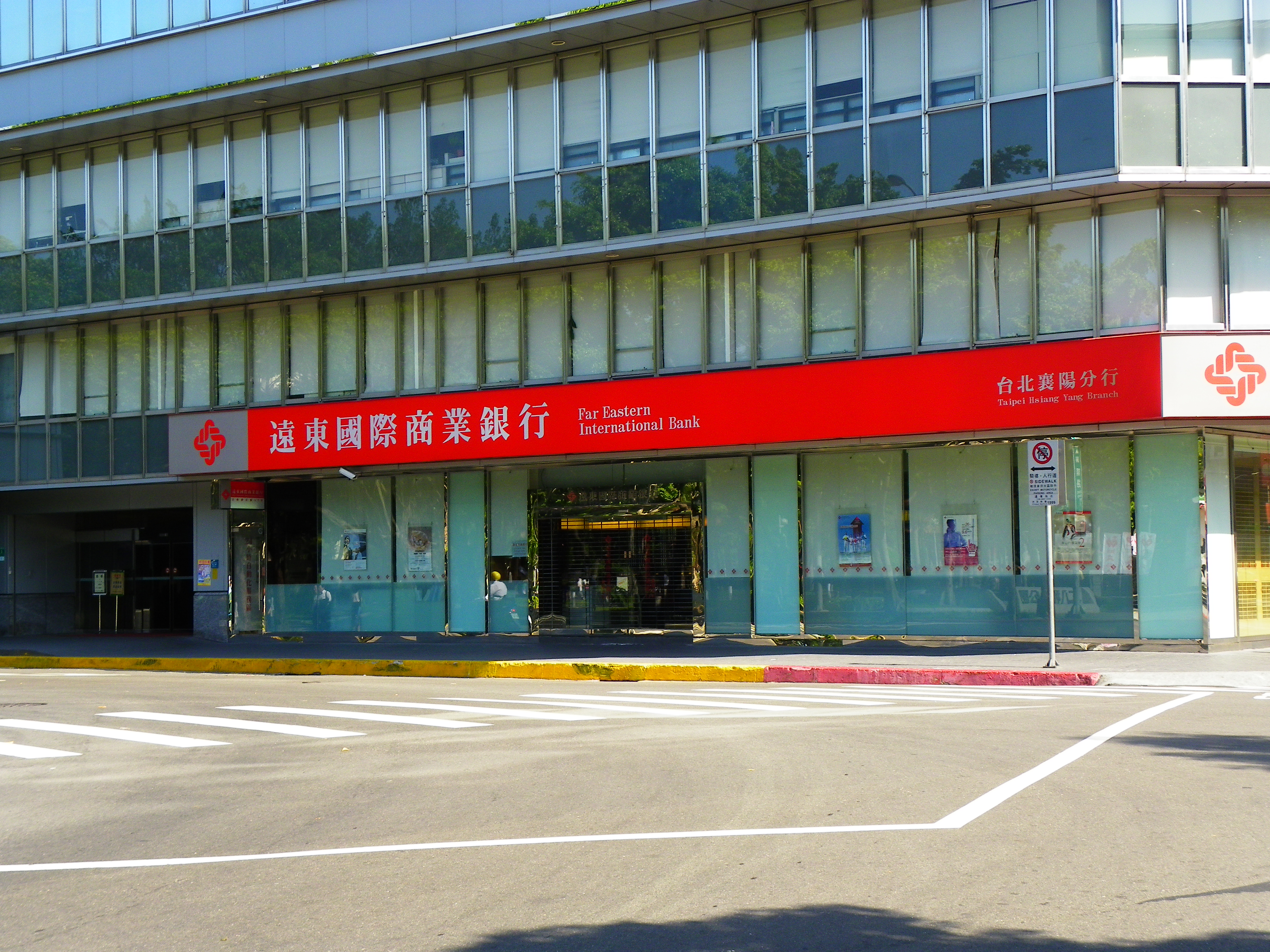
臺灣臺北「臺北襄陽分行」

遠東國際商業銀行於1992年4月11日開始營業，最初資本額為新臺幣一百億元，主要股東包括：遠東紡織、東聯化學、亞洲水泥、力麗企業、遠東百貨、福昌紡織、三芳化學、台灣華歌爾、金車公司及大批發百貨。
遠東國際商業銀行股票於1995年11月14日於櫃檯買賣中心掛牌上櫃，1998年11月27日於台灣證券交易所掛牌上市。
2009年7月1日，遠東國際商業銀行以新臺幣23億元至新臺幣30億元的價格購入美國國際集團成員台灣友邦國際信用卡公司﹝AIG Credit Card Co., (Taiwan) Limited﹞的信用卡及應收帳款資產。
2010年4月3日，遠東國際商業銀行以新臺幣負（金融重建基金(RTC)賠付遠銀）191.03億元標得由中央存款保險公司標售的慶豐商業銀行國內19家分行之資產、負債及營業，使遠東銀行的分行數由36家增加為55家。
2011年12月14日，遠東國際商業銀行以新臺幣三億圓買下美國國際集團成員「ING安智證券」全部股權；ING安智證券於2012年2月22日更名為「遠智證券」。
2017年10月3日，遠銀SWIFT（環球銀行間金融電訊網路）系統遭駭客植入惡意程式，取得轉帳憑證，並發出匯款通知給受託銀行，擬透過中介銀行轉到駭客指定的銀行帳戶，金額逾6,000萬美元，主要匯往柬埔寨、斯里蘭卡及美國等國。根據美國資安公司「火眼」（FireEye）公布最新調查指出，北韓駭客組織「APT38」是幕後黑手。

## 旗下子公司
- 遠銀財產保險代理人
- 遠銀資產管理
- 遠智證券
  - 遠智保險經紀人

## 外部連結
- 遠東國際商業銀行股份有限公司 （页面存档备份，存于）
- 遠銀Happy+的Facebook專頁
- YouTube上的遠東商銀頻道
- 遠東國際商業銀行股份有限公司個人金融事業群_快樂購特約商_HAPPYGO_快樂購 （页面存档备份，存于）